# Karl Lachmann

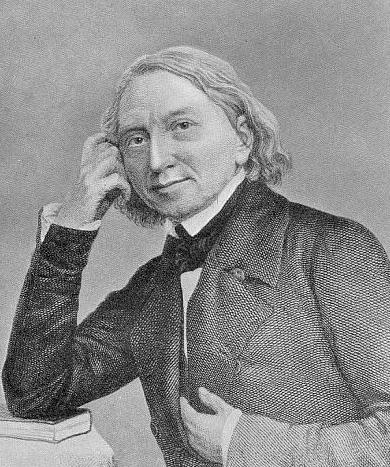
Karl Lachmann

Karl Konrad Friedrich Wilhelm Lachmann (* 4. März 1793 in Braunschweig; † 13. März 1851 in Berlin) war ein deutscher germanistischer Mediävist und Altphilologe, der als Dozent und Professor an der Berliner Universität wirkte. Seine Methode der historisch-kritischen Edition antiker Texte wurde zum Vorbild für die moderne Textkritik.

## Leben
Karl Lachmann wurde am 4. März 1793 in Braunschweig als Sohn des Predigers Carl Ludolf Friedrich Lachmann geboren und erhielt seine erste Ausbildung auf dem dortigen Catharineum. Er widmete sich seit 1809 in Leipzig klassischen, dann in Göttingen unter Georg Friedrich Benecke auch germanistischen Studien, habilitierte sich 1815 in Göttingen, trat aber bald darauf als freiwilliger Fußjäger in Duderstadt in den Militärdienst ein. Lachmann nahm an keinen kämpferischen Aktionen im Rahmen der Herrschaft der hundert Tage teil und quittierte nach einem kurzen Aufenthalt in Paris Ende 1815 den Dienst.
1816 wurde er Collaborator am Friedrichswerderschen Gymnasium zu Berlin und Privatdozent an der dortigen Universität, übernahm noch im Sommer desselben Jahrs die Stelle eines Oberlehrers am Friedrichs-Kollegium zu Königsberg und 1818 eine außerordentliche Professur an der dortigen Universität. Er wurde 1825 außerordentlicher, 1827 ordentlicher Professor für lateinische und deutsche Philologie in Berlin und 1830 Mitglied der Preußischen Akademie der Wissenschaften. Sein Nachfolger auf dem Lehrstuhl für Philologie wurde Moriz Haupt. 1837 wurde er zum korrespondierenden Mitglied der Göttinger Akademie der Wissenschaften gewählt. Seit 1841 war er auswärtiges Mitglied der Bayerischen Akademie der Wissenschaften. 1846 wurde er als korrespondierendes Mitglied in die Russische Akademie der Wissenschaften in Sankt Petersburg aufgenommen.
Eng befreundet war Lachmann mit Jacob und Wilhelm Grimm.

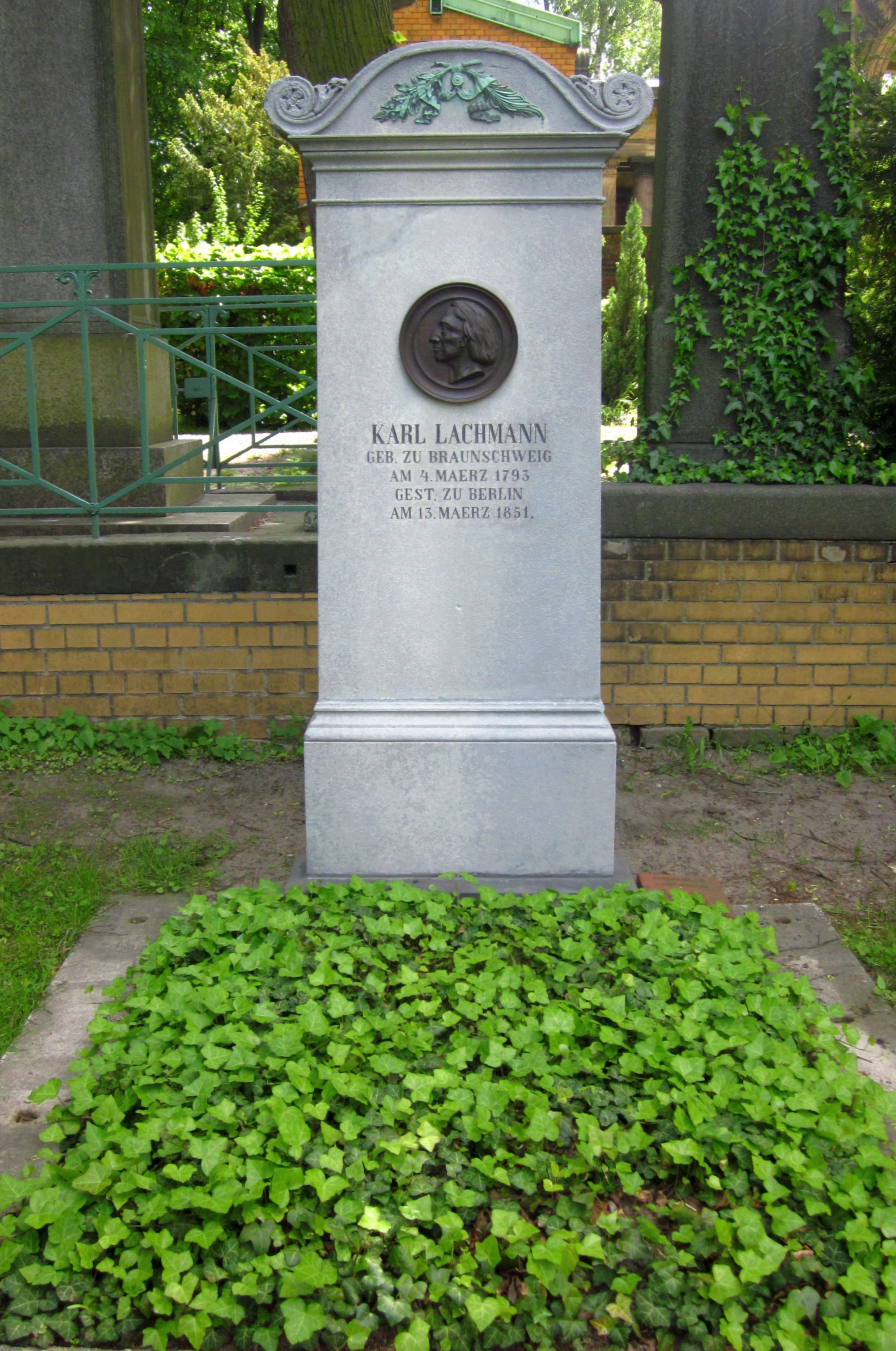
Grab von Lachmann auf dem Dreifaltigkeitskirchhof II in Berlin-Kreuzberg

Lachmann starb am 13. März 1851 in Berlin. Er wurde auf dem Berliner Dreifaltigkeitskirchhof II beigesetzt, wo er bis heute ein Ehrengrab der Stadt Berlin hat.

## Schaffen
Lachmann ist neben Benecke der Begründer der historisch-kritischen Editionspraxis; das Erstellen von Texten führte er von subjektivem Belieben auf feste Normen zurück, und zwar nicht bloß auf dem Gebiet der klassischen – wie es sonst üblich war –, sondern auch der altdeutschen Literatur. Lachmanns Ausgaben der mittelhochdeutschen Dichter Hartmann von Aue, Wolfram von Eschenbach und Walther von der Vogelweide gelten als Klassiker der germanistischen Editionsgeschichte. Lachmanns Ziel war es, von der bis dahin von den Editoren angewandten, lediglich auf rein subjektiver Bewertung der konkurrierenden Lesarten beruhenden und daher unwissenschaftlichen Vorgehensweise zu einer methodisch fundierten Editionspraxis zu gelangen. Seine Methode war es dabei, die verschiedenen Überlieferungsträger aufgrund von Abhängigkeiten, die durch systematischen Vergleich der Lesarten und durch die so ermöglichte Identifizierung der Binde- und Trennfehler festgestellt werden, in ein Stemma (eine Art Stammbaum) einzuordnen und auf diese Weise unter Eliminatio codicum descriptorum (Ausschluss der von erhaltenen Vorlagen abstammende Handschriften) die Textgestalt des Archetyps (erhaltener oder rekonstruierbarer frühester Überlieferungsträger) festzustellen. In diesem sei die Ausgangsbasis für die Emendation, die notfalls auch durch Konjekturen zu gewinnende, möglichst exakte Wiederherstellung des Urtexts eines jeden Werkes zu erblicken. Dabei kam es ihm auf die konsequente Unterscheidung zwischen den im Zuge der handschriftlichen Überlieferung entstandenen Lesarten und solchen an, die das Ergebnis von Konjekturen antiker, mittelalterlicher, humanistischer oder neuzeitlicher Gelehrter sind und von denen sich viele bereits in den Handschriften, die meisten aber in den gedruckten Editionen finden. Gegenüber Konjekturen, ohne die man zwar je nach Qualität der handschriftlichen Überlieferung keineswegs auskomme, sei unabhängig von ihrer Qualität und stilistischer Attraktivität grundsätzlich Misstrauen geboten. Wo immer möglich, sei die handschriftlich überlieferte Lesart des Archetyps gegenüber einer noch so eleganten Konjektur zu bevorzugen. Die wissenschaftliche Edition müsse präzise Rechenschaft über das Abhängigkeitsverhältnis der Handschriften ablegen und habe die Herkunft der in den Text aufgenommenen Lesarten unter Angabe der sie jeweils bietenden Handschriften beziehungsweise der Gelehrten, um deren Konjekturen es sich gegebenenfalls handele, zu dokumentieren. Bei Aufnahme von Konjekturen in den Text seien die abweichenden Lesarten der maßgeblichen handschriftlichen Überlieferung besonders sorgfältig zu verzeichnen. Lachmann pflegte seine Entscheidungen, wo Zweifel denkbar schienen, auch zu begründen, was in modernen textkritischen Editionen zumeist unterbleibt.
Aus Sicht der Forschung des 21. Jahrhunderts sind Lachmanns Arbeiten und Richtlinien der Rekonstruktionsphilologie zuzuordnen.
Auf dem Gebiet der klassischen Literatur sind vor allem seine Betrachtungen über Homers Ilias (1837; mit Zusätzen von Moriz Haupt 1847) hervorzuheben, in denen die Ilias in einzelne Lieder zerlegt wird, und seine bahnbrechende Ausgabe des Lucretius (1850), sodann die Ausgaben des Properz (1816), Tibull (1829), Catull (1829), des Neuen Testaments (1831), des Ioseph Genesios (1834), Terentianus Maurus (1836), Gaius Lucilius (1841), Babrios (1845), Avianus (1845), der „Erläuterungen zu den Schriften der Römischen Feldmesser“ (mit Friedrich Bluhme, Theodor Mommsen, Adolf August Friedrich Rudorff, 1848–52), des Lucilius (aus seinem Nachlass herausgegeben von Johannes Vahlen, 1876) und die Abhandlungen Observationes criticae (1815), De choricis systematis tragicorum graecorum (1819), De mensura tragoediarum (1822) u. a.; auch gab er die Philologischen Abhandlungen seines Freundes Clemens August Carl Klenze heraus (1839).
Bis heute so bekannt wie umstritten ist in der lateinischen Linguistik das nach ihm benannte Lachmannsche Gesetz, das in seiner traditionellen Formulierung besagt, dass lateinische Verben, die auf stimmhaften Verschlusslaut enden, gedehnten Wurzelvokal vor dem (gegebenenfalls nachträglich lautlich veränderten) -to-Suffix des Partizip Perfekt Passiv haben, also āctus zu agere, tēctus zu tegere und cāsus zu cadere (aber factus zu facere und messus zu metere).
Von seinen germanistischen Schriften sind zum einen zahlreiche Editionen zu nennen: Auswahl aus den hochdeutschen Dichtern des 13. Jahrhunderts (1820), Specimina linguae francicae (1825), Der Nibelunge Noth und die Klage (1826), Walther von der Vogelweide (1827), Hartmanns von Aue Iwein (mit Georg Friedrich Benecke, 1827), Wolfram von Eschenbach (1833), Hartmanns Gregor (1838) und Ulrich von Lichtenstein (mit Theodor von Karajan, 1841); aus seinem Nachlass veröffentlichte Moriz Haupt Des Minnesangs Frühling (1857). Hinzu kommen zahlreiche Abhandlungen, etwa Über die ursprüngliche Gestalt des Gedichts der Nibelunge Noth (1816), Über die Leiche der deutschen Dichter des 12. und 13. Jahrhunderts (1829), Über althochdeutsche Betonung und Verskunst (1831), Über das Hildebrandslied (1833), Über Singen und Sagen (1833) und Über den Eingang des Parzival (1835).
Darüber hinaus übersetzte er Shakespeares Sonette (1820) und Macbeth (1829), und er gab eine kritische Ausgabe von Gotthold Ephraim Lessings sämtlichen Werken heraus (1838–40, 13 Bände).

## Normalisiertes Mittelhochdeutsch
Lachmann gilt auch als Erfinder des sogenannten normalisierten Mittelhochdeutschen. Dies ist eine künstliche, von der Germanistik des 19. Jahrhunderts entwickelte Sprachform, welche die Unterschiede der regional und diachron sehr variantenreichen Schreibformen der mittelalterlichen ober- und mitteldeutschen Literatur zu vereinheitlichen versucht. Das Normalmittelhochdeutsch basiert hauptsächlich auf der höfischen Schreibsprache der Stauferzeit, welche selbst wiederum stark vom schwäbisch/alemannischen und fränkischen Mittelhochdeutsch geprägt war. Das Normalmittelhochdeutsch erleichtert Laien und Germanistikstudenten das Verständnis dieser alten Texte.
Für die linguistische Forschung hat sich diese nachträgliche Vereinheitlichung jedoch als nachteilig erwiesen. Da fast alle Neueditionen mittelalterlicher Literatur in dieser „normalisierten“ Form erschienen sind, basiert auch ein großer Teil der älteren Sekundärliteratur auf den redigierten Texten. Dadurch wurden regionale und diachrone Unterschiede oft ignoriert oder zu wenig beachtet. Besonders Sprachforscher mit einer teleologischen Sichtweise der Geschichte der deutschen Sprache waren dadurch verleitet, schon im Mittelalter eine einheitliche deutsche Standardsprache erkennen zu können. Die moderne Germanistik ist deshalb gezwungen, die mittelalterliche Literatur in ihrem linguistischen Aspekt komplett neu zu evaluieren bzw. mühsam herauszuarbeiten, ob bestimmte Werke früherer Sekundärliteratur auf der Originalschreibweise oder auf dem Normalmittelhochdeutsch basieren. Es entstanden auf diese Weise artifizielle Texte, die nie existiert haben (text that never was; David Greetham, 1941–2020), siehe auch Textkritik.

## Nachlass
Reste des großenteils im Zweiten Weltkrieg verlorengegangenen Nachlasses liegen in der Staatsbibliothek zu Berlin – Preußischer Kulturbesitz (SBB-PK).
Lachmann besaß mittelalterliche Handschriften, von denen die Staatsbibliothek zu Berlin heute zumindest Fragmente des Willehalm von Ulrich von dem Türlin und des Nibelungenliedes besitzt.

## Werke
Seine „Kleinen Schriften“ wurden von Karl Viktor Müllenhoff und Johannes Vahlen (Berlin 1876, 2 Bände) herausgegeben.

### Abhandlungen
- Betrachtungen über Homers Ilias. Abhandlungen der Berliner Akademie 1837, 1841 u. 1843; gesammelt mit Zusätzen von Haupt, Berlin 1847; 3. Auflage 1874.
- Observationes criticae. Götting. 1815.
- De choricis systematis tragicorum graecorum. Berlin 1819.
- De mensura tragoediarum. das. 1822 u. a.[9]
- Über die ursprüngliche Gestalt des Gedichts der Nibelunge Noth. Dümmler, Berlin 1816 (Digitalisat und Volltext im Deutschen Textarchiv)
- Über die Leiche der deutschen Dichter des 12. und 13. Jahrhunderts. 1829.
- Über althochdeutsche Betonung und Verskunst. 1831.
- Über das Hildebrandslied. 1833.
- Über Singen und Sagen. 1833.
- Über den Eingang des Parzival. 1835.

### Editionen
- Lucretius Berlin 1850; 1. Band: Text, 4. Auflage 1871; 2. Band: Kommentar, 4. Auflage 1882.
- Properz Leipzig 1816; neue Ausgabe, Berlin 1829.
- Tibull Berlin 1829.
- Catull Berlin 1829, 3. Auflage 1874.
- Neues Testaments kleinere Ausg., Berlin 1831, 3. Auflage 1846; größere mit Philipp Buttmann, Berlin 1842–1850, 2 Bände.
- Genesios Bonn 1834.
- Terentianus Maurus Berlin 1836.
- Gajus Bonn 1841 u. Berlin 1842.
- Babrios Berlin 1845.
- Avianus Berlin 1845.
- Römische Feldmesser mit Friedrich Bluhme, Theodor Mommsen, Adolf August Friedrich Rudorff, Berlin 1848–52, 2 Bände. Bd.1 Digitalisat, Bd.2
- Lucilius aus seinem Nachlass herausgegeben von Vahlen, Berlin 1876.

- Der Nibelunge Noth und die Klage. Berlin 1826, 5. Ausgabe 1878; 10. Abdruck des Textes, 1881; Anmerkungen und Lesarten dazu, 1837.
- Zwanzig alte Lieder von den Nibelungen. Berlin 1840.
- Auswahl aus den hochdeutschen Dichtern des 13. Jahrhunderts. Berlin 1820.
- Specimina linguae francicae. Berlin 1825.
- Walther von der Vogelweide. Berlin 1827; 5. Auflage von Müllenhoff, 1875.
- Hartmann von Aue, Iwein. mit Georg Friedrich Benecke, Berlin 1827; 4. Auflage 1877.
- Wolfram von Eschenbach. Berlin 1833, 4. Auflage 1879, 5. Auflage nach Moriz Haupt und Karl Müllenhoff besorgt von Karl Weinhold, Berlin 1891; 6. Ausgabe, besorgt von Eduard Hartl, Berlin/Leipzig 1926.
  - Wolfram von Eschenbach, Willehalm. Text der 6. Ausgabe. Übersetzt. Mit Anmerkungen versehen von Dieter Kartschoke. Berlin 1968.
- Hartmann von Aue, Gregorius Berlin 1838.
- Ulrich von Lichtenstein. Mit Theodor von Karajan, Berlin 1841.
- Aus seinem Nachlass veröffentlichte Moriz Haupt einige von Lachmann hergestellte ältere Minnesänger: Des Minnesangs Frühling. Leipzig 1857 (Digitalisat der 2. Auflage 1875).
- Gotthold Ephraim Lessing: Sämmtliche Schriften. Neue rechtmäßige Ausgabe. Hrsg. von Karl Lachmann. Voß, Leipzig 1838–40. 13 Bände. (2. Aufl. hrsg. von Wendelin von Maltzahn, 1853–57, 12 Bände; 3. vermehrte Auflage hrsg. von Franz Muncker, 1886–1924, 23 Bde.)
- Auch gab er die Philologischen Abhandlungen. seines Freundes Klenze heraus. Berlin 1839.

### Übersetzungen
- Shakespeare: Sonnette. Reimer, Berlin 1820 (Digitalisat).
- Shakespeare: Macbeth. Reimer, Berlin 1829 (Digitalisat).